# Linda Neddermann

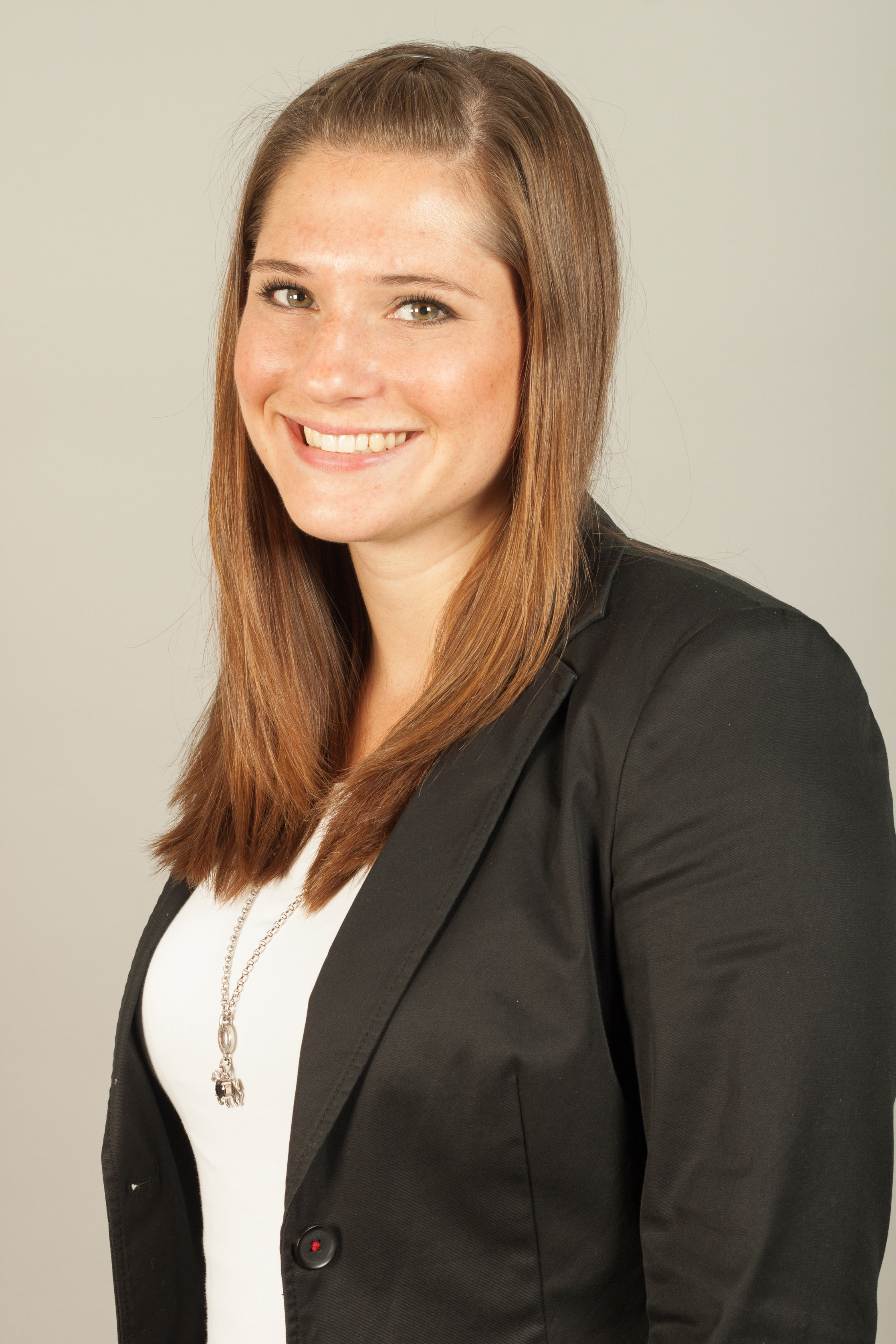
Linda Neddermann im Juli 2014

Linda Neddermann (* 5. März 1988 in Bremen) ist eine deutsche Politikerin (Die Grünen) und war Mitglied der Bremischen Bürgerschaft.

## Biografie

### Ausbildung und Beruf
Neddermann hat 2008 an der Freien Evangelischen Bekenntnisschule in Bremen ihr Abitur gemacht. Sie studierte ab 2009 Internationales Politikmanagement an der Hochschule Bremen und wechselte 2013 zur Universität Bremen, um Politikwissenschaft zu studieren.

### Politik
Neddermann ist Mitglied der Bremer Grünen.
Von 2009 bis 2011 war sie Sprecherin der Grünen Jugend Bremen.
In der 18. Wahlperiode war sie von 2011 bis 2015 Mitglied der Bremischen Bürgerschaft.

Dort war sie vertreten im
Betriebsausschuss KiTa Bremen,
Landesbeirat für Sport,
Landesjugendhilfeausschuss,
Rechtsausschuss und im
Richterwahlausschuss
sowie im Tierschutzbeirat und in der
städtischen Deputation für Soziales, Kinder und Jugend und der
staatlichen Deputation für Inneres und Sport.
In der Fraktion war Neddermann für die Themen Tierschutz, Jugendpolitik und Strategien gegen Rechtsextremismus verantwortlich.
Als Tierschützerin spricht sich Neddermann für ein Verbot von Ponyreiten auf Jahrmärkten aus, weil es nicht artgerecht sei „Ponys stundenlang im Kreis herumlaufen zu lassen“, Tiere zum Objekt zu machen und Kindern eine falsche Wertvorstellung zu vermitteln. Gegen eine Bundesratsinitiative sprach sich der Koalitionspartner SPD aus. Überregionale Bekanntheit erhielt die Kampagne durch die Häme des früheren FDP-Chefs Philipp Rösler, der sie regelmäßig mit dem Vorhaben aufzog.

### Weitere Mitgliedschaften
Neddermann ist Mitglied im Deutschen Tierschutzbund, in der BTS Neustadt (Volleyball) und in der Vereinigung der Freizeitreiter in Deutschland (VFD).